# Кришпин-Киршенштейн, Иероним
Иероним Кришпин-Киршенштейн (ок. 1622—1681) — государственный и военный деятель Великого княжества Литовского, дворянин королевский, тиун паюрский (с 1639), маршалок ковенский (с 1656), кухмистр великий литовский (1658—1663), подскарбий великий литовский (1663—1676), староста шерашёвский.

## Биография
Сын королевского дворянина Криштофа (Кришпина) Киршенштейна и Анна Шемет, дочери каштеляна смоленского Вацлава Шемета.
Дворянин польского короля Владислава IV, тиун паюрский (с 1639), маршалок ковенский (с 1656), кухмистр ВКЛ (1658—1663), подскарбий великий литовский (1663—1676).
В чине гусарского поручика участвовал в боях с восставшими украинскими казаками. В русско-польской войне (1654—1667) командовал посполитым рушением (шляхетским ополчением) Жемайтии. Под командованием гетмана великого литовского Януша Радзивилла участвовал в боях за Могилев в 1655 году.
Выступал против заключения Кейданской унии со Швецией в 1655 году и был арестован шведами. Позднее сражался за освобождении Жемайтии от шведских оккупантов.

## Семья и дети
Жена — Анна Млоцкая, дочь старосты оршанского Анджея Млоцкого, от брака с которой имел пять сыновей и шесть дочерей:
- Михаил Антоний Кришпин-Киршенштейн (ум. 1682), писарь польный литовский (1673—1682)
- Мартин Михаил Кришпин-Киршенштейн (ум. 1700), каштелян трокский (1697—1700)
- Франтишек Казимир Кришпин-Киршенштейн
- Анджей Казимир Кришпин-Киршенштейн (ум. 1704), писарь польный литовский (с 1687), воевода витебский (1695—1704)
- Ян Иероним Кришпин-Киршенштейн (ок. 1654—1708), епископ жемайтский (1695—1708)
- Барбара Кришпин-Киршенштейн, 1-й муж — каштелян хелминский Станислав Конопацкий (ум. 1709), 2-й муж — староста плотельский Александр Волович